# Ferdinand Trentinaglia
Ferdinand Trentinaglia (* 2. November 1910 in Innsbruck; † 23. September 1985 in St. Pölten, Niederösterreich) war ein österreichischer Jesuit und Schriftsteller.

## Leben
Ferdinand Trentinaglia studierte Theologie in Innsbruck. Er beendete sein Studium 1938 mit der Promotion über ein neutestamentliches Thema. Während der nationalsozialistischen Herrschaft in Österreich engagierte sich Trentinaglia, der dem Jesuitenorden angehörte, im katholischen Widerstand; im Mai 1944 wurde er von der Gestapo verhaftet und wegen „Kanzelmissbrauchs“ zu 18 Monaten Gefängnis verurteilt. Ab 1955 wirkte Trentinaglia als Pfarrer in der niederösterreichischen Gemeinde Bärnkopf.
Ferdinand Trentinaglia verfasste neben seiner seelsorgerischen Tätigkeit theologische Abhandlungen sowie in den Fünfzigerjahren drei Jugendbücher.

## Werke
- Der Papst zur Neuordnung der Welt, Wien 1946
- Ich bin das Licht der Welt, Wien 1947
- Das Geheimnis der Villa Rabenhorst, Graz [u. a.] 1952
- Der Fall Klaus Morscher, Colmar 1953
- Die Flagge von Buxtehude, Würzburg 1956